# Hugues Tissandier
Hugues Tissandier (...) è uno scenografo francese.
È collaboratore abituale del regista Luc Besson a partire da Giovanna d'Arco del 1999.

## Riconoscimenti
- Premio César per la migliore scenografia
  - 2000: candidato - Giovanna d'Arco
  - 2011: vincitore - Adèle e l'enigma del faraone

## Filmografia

### Cortometraggi
- Trop près des Dieux, regia di Jean-Michel Roux (1992)
- L'attaque du camion de glaces, regia di Brice Ansel (2001)
- Thinning the Herd, regia di Rie Rasmussen (2004)
- Au royaume des aveugles, regia di Jean-Luc Gaget (2005)

### Lungometraggi
- Les yeux des oiseaux, regia di Gabriel Auer (1983)
- Mes meilleurs copains, regia di Jean-Marie Poiré (1989)
- L'opération Corned-Beef, regia di Jean-Marie Poiré (1991)
- Family Express, regia di Georges Nicolas Hayek (1991)
- Ma vie est un enfer, regia di Josiane Balasko (1991)
- I visitatori (Les Visiteurs), regia di Jean-Marie Poiré (1993)
- Fanfan, regia di Alexandre Jardin (1993)
- Cache Cash, regia di Claude Pinoteau (1994)
- Soldi proibiti (Les Anges gardiens), regia di Jean-Marie Poiré (1995)
- Le jaguar, regia di Francis Veber (1996)
- I visitatori 2 - Ritorno al passato (Les Couloirs du temps: Les Visiteurs 2), regia di Jean-Marie Poiré (1998)
- La cena dei cretini (Le Dîner de cons), regia di Francis Veber (1998)
- Giovanna d'Arco (The Messenger: The Story of Joan of Arc), regia di Luc Besson (1999)
- L'apparenza inganna (Le Placard), regia di Francis Veber (2001)
- Ginostra, regia di Manuel Pradal (2002)
- The Transporter, regia di Louis Leterrier e Corey Yuen (2002)
- Moi César, 10 ans 1/2, 1m39, regia di Richard Berry (2003)
- Banlieue 13, regia di Pierre Morel (2004)
- Le souffleur, regia di Guillaume Pixie (2005)
- Bandidas, regia di Joachim Rønning ed Espen Sandberg (2006)
- Arthur e il popolo dei Minimei (Arthur et les Minimoys), regia di Luc Besson (2006)
- Taxxi 4 (Taxi 4), regia di Gérard Krawczyk (2007)
- Io vi troverò (Taken), regia di Pierre Morel (2008)
- Il missionario (Le Missionnaire), regia di Roger Delattre (2009)
- Human Zoo, regia di Rie Rasmussen (2009)
- Banlieue 13 - Ultimatum, regia di Patrick Alessandrin (2009)
- Arthur e la vendetta di Maltazard (Arthur et la vengeance de Maltazard), regia di Luc Besson (2009)
- Adèle e l'enigma del faraone (Les Aventures extraordinaires d'Adèle Blanc-Sec), regia di Luc Besson (2010)
- Arthur e la guerra dei due mondi (Arthur et la guerre des deux mondes), regia di Luc Besson (2010)
- The Lady, regia di Luc Besson (2011)
- Cose nostre - Malavita (The Family), regia di Luc Besson (2013)
- Lucy, regia di Luc Besson (2014)
- Valerian e la città dei mille pianeti (Valerian and the City of a Thousand Planets), regia di Luc Besson (2017)
- Anna, regia di Luc Besson (2019)
- Dogman, regia di Luc Besson (2023)